# 东海学院大学
东海学园大学（缩写）是位于日本中部爱知县三好市的日本私立大学。它在名古屋天白区设有校园。学校的前身成立于1888年，并于1995年被特许为大学。